# Stigmatopteris rotundata
Stigmatopteris rotundata är en träjonväxtart som först beskrevs av Alexander von Humboldt och Bonpl. Willd., och fick sitt nu gällande namn av Carl Frederik Albert Christensen. Stigmatopteris rotundata ingår i släktet Stigmatopteris och familjen Dryopteridaceae. Inga underarter finns listade.